# Paresseux nain
Bradypus pygmaeus
Espèce
Statut de conservation UICN

 CR B1ab(ii,iii)+2ab(ii,iii) : 
En danger critique
Répartition géographique
Statut CITES
Le Paresseux nain (Bradypus pygmaeus) est une espèce de paresseux tridactyle découverte en 2001. Il est endémique de la petite île d'Escudo de Veraguas dans l’archipel de Bocas del Toro au Panama. Comme son nom le suggère, il est un nain au sein du genre. Il est probablement le produit d'un nanisme insulaire. Les individus pèsent 40 % de moins et sont 20 % moins grands que les autres paresseux tridactyles. Ils sont acclimatés aux forêts de mangrove entourant l'île et c'est l'unique endroit où ils ont été aperçus. Le nombre de Bradypus pygmaeus est en déclin, principalement à cause du braconnage et, avec une faible population initiale, leur futur apparaît sombre. Il fait partie de la liste des 100 espèces les plus menacées au monde établie par l'Union internationale pour la conservation de la nature (UICN) en 2012.
Toutes les espèces existantes de paresseux appartiennent au groupe monophylétique qui est défini comme un groupe appartenant à un seul ancêtre commun, les Xenarthra. Ceci était classé auparavant comme un ordre mais a ensuite été divisé en deux ordres ; Cingulata (animaux paresseux blindés), et Pilosa (animaux paresseux poilus) (ITIS, 2006). Les Pilosa comprennent les paresseux et les fourmiliers tandis que les Cingulata contiennent les tatous.
Bradypus pygmaeus est une espèce originaire et endémique à l’île d'Escudo de Veraguas au large de Panama, elle est nouvellement découverte et décrite comme espèce distincte pour la première fois en 2001. Il n’existe pas beaucoup d’information sur les différentes caractéristiques de cette espèce car il reste trop peu d’individus (environ 70, qui sont dispersés tout au long de leur habitat). L’UICN a classé cette espèce en danger critique d'extinction, sur la Liste rouge de l'UICN.
L'histoire naturelle de Bradypus indique un faible potentiel de dispersion. Les paresseux évitent la prédation en grande partie en évitant la détection, se déplaçant très lentement dans les arbres. Leur petit domaine vital s'étend en moyenne sur 1,6 hectare. De plus, leur fourrure extérieure abrite des algues qui poussent dans des sillons à la surface donnant au pelage une teinte verte et assurant le camouflage. Les paresseux se déplacent encore plus lentement sur le terrain que dans les arbres, à 0,4 km par heure. Étonnamment, ils sont connus pour bien nager dans les lacs, mais aucune référence à leur baignade dans l'eau salée n’a été trouvée. Leur taille relativement importante, leur régime alimentaire restreint et leur faible potentiel de dispersion font des paresseux un système modèle pour étudier l'évolution de la taille du corps chez les grands mammifères insulaires .

## Morphologie
Bradypus pygmaeus se caractérise par une cagoule de cheveux dépassant le front qui ressemble à celle d’un moine. Ils ont de longs poils sur le cou qui débute à la partie du crane et fini au cou. Les Bradypus pygmaeus hébergent des algues a l’intérieur de leur fourrure qui leur donnent souvent un aspect verdâtre; les poils sont spongieux et présentent des fissures avec l’âge. Ces algues vertes apparaissent plus sur le dessus de la tête et du cou, sur la partie dorsale des membres antérieurs et sur la partie supérieure du dos. En plus des algues, le paresseux nain héberge plusieurs communautés d'eucaryotes diversifié y compris des ciliés, des dinoflagellés et des champignons représentant au moins 22 taxons, avec un total estimé de 38 taxons présents. Les animaux du genre Bradypus sont caractérisés par la combinaison des caractères suivants : taille petite et spéculum orange sur le dos des mâles adultes, nuque sans crinière noire et visage bronzé avec une bande sombre distinctive sur le front. De longs cheveux de front tombent sur le visage, donnant l'impression d'une capuche.
En comparaison avec les populations de Bradypus variegatus (paresseux à gorge brune) sur le continent adjacent, B. pygmaeus est en moyenne 40% plus petit en masse, 15% plus petit en taille et plus petite en longueur totale, et de 12 à 16% plus petite dans la plupart des dimensions crâniennes. Il est plus petit que toute population étudiée de Bradypus variegatus en Amérique centrale ou du Sud. En outre, ses le conduit auditif sont remarquablement large pour un paresseux de petite taille. Le diamètre de l'EAM diminue à mesure que la bulle s'ossifie ; le développement de cette région du crâne est particulièrement tronqué chez B. pygmaeus.

## État de la conservation des espèces de paresseux nains

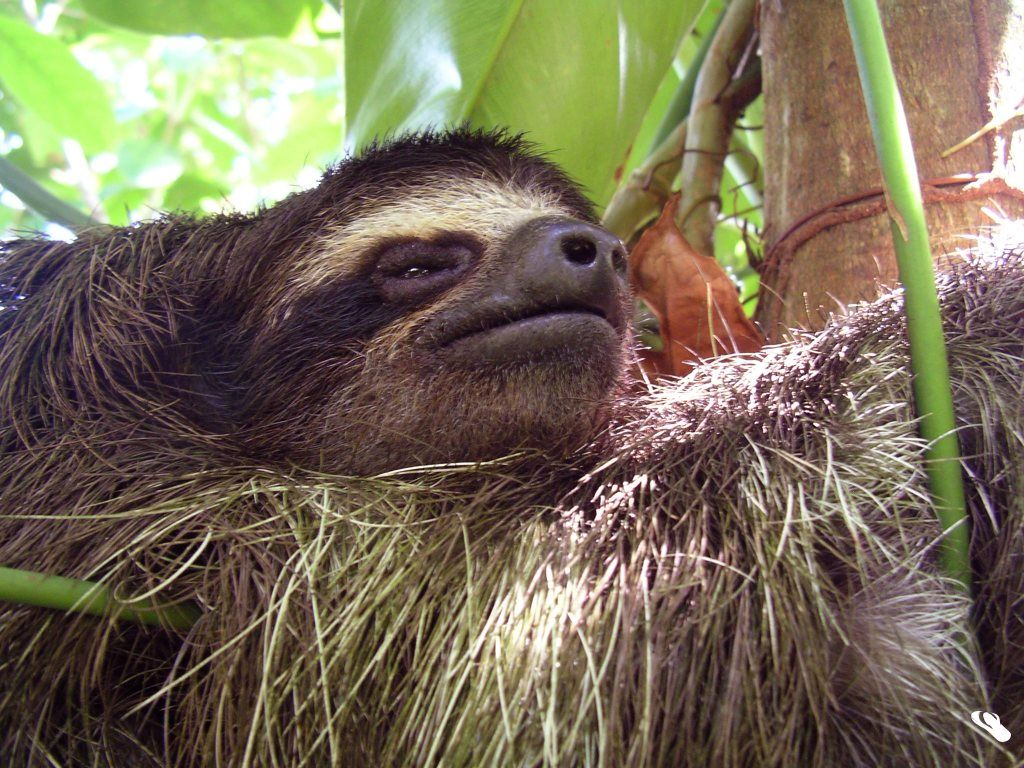
Un Paresseux nain dans son millieu naturel

On retrouve le paresseux nain essentiellement dans les régions du Honduras et du Nicaragua ; son aire de répartition s’étend jusqu’à  la forêt atlantique au Brésil. Ce sont des folivores se nourrissant essentiellement de feuilles d’arbres très diversifiées. L’espèce Bradypus pygmaeus est endémique du Panama sur l’ile d’Escudo de Veraguas. Les feuilles de mangroves américaines (Rhizophora mangle) constituent leur source d’alimentation principale.

### État de la conservation
La région d’Escudo de Veraguas abrite plusieurs activités de pêche de plongeon de façon saisonnière et contient aussi des populations autochtones. L’île arrive ainsi à sa capacité maximale de réception du monde concentrée autour des campings privés de structure de base en bois. Les bois sont généralement récoltés dans les forêts de l’île pour le charbon et les matériaux de construction. Bradypus pygmaeus dépend fortement de ces arbres pour se loger et se nourrir, bien qu'il ne soit pas certain que des paresseux habitent dans les forêts de l'île en plus des mangroves ; la menace que constitue l'exploitation forestière pour le bois n'est donc pas encore bien connue. Le commerce illégal des animaux de compagnie des collections des espèces exotiques et des zoos constitue une autre menace pour la sauvegarde de l'espèce, certains collectionneurs souhaitant présenter ce mammifère nouvellement décrit et extrêmement rare dans leurs collections.
L'espèce Bradypus pygmaeus est enregistré par l’IUCN avec le statut de danger critique d’extinction. La population est relativement restreinte et se compose probablement de moins de 500 individus, d'après une étude menée par Caviar et coll. (2012) afin de déterminer l’état de la population des paresseux nains. Cette étude comprenait 10 forêts de mangroves de l'île d'Escudo de Veraguas ; les scientifiques ont trouvé un total de 70 individus dans les forêts de mangroves et 9 dans d'autres espèces d'arbres, et ont mesuré que seulement 0,024% de la superficie totale de l'île était un habitat de mangrove.
En 2015, Voirin a toutefois précisé que les mangroves représentaient environ 2,5% de la superficie totale de l'île, arguant que la population entière est probablement plus grande que ces 79 individus.

### Travaux de conservation
La fondation AIUNAU, qui constitue une fondation à but non lucratif travaille principalement sur le projet de réhabilitation des animaux du groupe Xenarthra et leurs réintroductions dans leurs habitats naturels. La plupart des espèces introduites sont les paresseux. En plus de ses travaux, la fondation encourage par ailleurs à la sensibilisation de la société sur la situation de l’espèce. Le sanctuaire des paresseux du Costa Rica propose les mêmes services et offre également des visites guidées pour les touristes, dans les centres d’habitats naturels des paresseux pour diffuser les connaissances et les informations sur leur mode de vie.

## Population et menaces
Le nombre exact de Paresseux nains n'est pas connu, mais leur population est présumée faible à cause de leur aire de répartition restreinte et on estime qu'ils ne sont que quelques centaines en vie. Ils sont reconnus comme en danger critique d'extinction sur la liste rouge de l'UICN. L'île sur laquelle ils vivent est dépourvue d'humains, cependant, des pêcheurs qui la visitent les chassent car ce sont des proies faciles, ces paresseux ne vivant que dans les forêts de mangrove. Une autre menace est le développement du tourisme sur l'île. Bien que protégée en tant que refuge de vie sauvage, son statut n'est que fragilement respecté.

### Fragmentation des habitats
La principale menace pour la survie des paresseux nain est la destruction de leurs habitats naturel en raison de l’agriculture et les villes qui ne cessent de se développer au détriment des forêts naturelles. La déforestation et la formation de pâturages ouverts sont donc un problème pour les paresseux car elles créent une fragmentation de l'habitat. Les paresseux sont laissés aux prédateurs lorsqu'ils doivent se mettre à terre pour atteindre le prochain groupe d'arbres. La chasse aussi constitue un risque majeur lorsqu’ils se retrouvent au sol sans forêt à proximité pour se nourrir. et ils peuvent être tués dans des accidents de la route.
Les zones déboisées sont les résultats de l’exploitation forestière de la part de la population locales surtout avec des outils manuels. De nombreux arbres ont été observés abattus avec des marques de machette et de scie. Il semble que la population habitante sélectionne les plus grands arbres de mangroves à des fins d’exploitation, laissant seulement des troncs d’arbre en décomposition sur le sol. On soupçonne un taux élevé de mortalité par maladie, perte d'habitat ou causes naturelles dans la population de B. pygmaeus. En tant qu'espèce endémique insulaire, B. pygmaeus est potentiellement menacé par un taux relativement élevé de consanguinité et à une diminution du risque d'expression d'allèle récessive mortelle. Cependant, la perte de variations alléliques pourrait affecter négativement la capacité de B. pygmaeus de s'adapter aux changements de son environnement tels que les nouveaux agents pathogènes et le changement climatique.

### Tourisme et commerce illégal d'animaux
Le commerce illégal est décrit comme la troisième activité criminelle la plus lucrative de l’époque en Colombie. Ces espèces de paresseux sont populaires pour être vendus comme animaux de compagnie, les vendeurs s'arrêtent souvent au bord de la route le long des routes principales et vendent des individus jeunes ou nouveau-nés aux touristes de passage. Cependant ce n’est pas le commerce illégal qui cause ultime problème, mais également les guides officiels encourageant les touristes à un contact direct avec des espèces d'animaux sauvages. L'une des espèces animales les plus courantes était B. Variegatus ; sur 71% des circuits, les touristes ont rencontré des paresseux à trois doigts à gorge brune détenus en captivité, principalement pour prendre des photos avec eux. À cause de la grande popularité des espèces rares, l’intérêt pour la conservation du B. pygmaeus en captivité, est en croissance surtout de la part des zoos, du commerce illégal et des collectionneurs.

### Les paresseux nains comme animaux de compagnie
Plusieurs collectionneurs d’espèces exotiques et des zoos essayent de montrer ces mammifères dans leurs collections. En 2013, un zoo aux États-Unis avait collecté à peu près dix paresseux nains ; après plusieurs protestations de la population du Panama, les individus ont été retournés à Veraguas, mais au moins deux sont morts après peu de temps. Les paresseux nains ne semblent donc pas pouvoir vivre en captivité, entrainant une grande mortalité. En outre, ces paresseux nains n’ont jamais été élevés en captivité compte tenu de leur régime alimentaires inconnu et leur vulnérabilité générale au changement de conditions de vie.

## Perspective future
Le sort des paresseux et les différents problèmes qu’ils subissent dépend en grande partie de la présence de mesures supplémentaires afin de protéger l’Escudo de Veraguas. La meilleure solution serait de déclarer l’ile comme un refuge faunique ou un parc national ; cela aiderait non seulement les paresseux nains, mais aussi les autres espèces uniques retrouvé sur l’île. Le Panama a déjà réalisé cette action dans le passé pour protéger les écosystèmes insulaires vulnérables. Ainsi, Isla Iguana a reçu le statut de « refuge faunique », qui protège la flore et la faune de l'île tout en permettant le tourisme et l'utilisation locale sous la supervision des gardes du parc. La construction d'un parc protégé serait également bénéfique à la faune indigène mais également utile pour la réglementation de l’utilisation des ressources par les pêcheurs, visiteurs et autochtones.